# Limosina glarescens
Limosina glarescens är en tvåvingeart som först beskrevs av Villeneuve 1917.  Limosina glarescens ingår i släktet Limosina och familjen hoppflugor.
Artens utbredningsområde är Italien. Inga underarter finns listade i Catalogue of Life.